# Breitenbach (Nadrenia-Palatynat)
Breitenbach – miejscowość i gmina w Niemczech, w kraju związkowym Nadrenia-Palatynat, w powiecie Kusel, wchodzi w skład gminy związkowej Oberes Glantal. Do 31 grudnia 2016 wchodziła w skład gminy związkowej Waldmohr.